# Hybridguldregn
Hybrid-Guldregn (Laburnum x watereri) er en stor, løvfældende busk eller et lille træ med en tragtformet krone. Hovedgrenene er svære og kun lidt forgrenede. Hybrid-Guldregn kan espalieres ligesom frugttræer. Hele planten er dødeligt giftig.

## Beskrivelse
Barken er først olivengrøn med fine, lyse hår. Senere bliver den grågrøn og glat med lyse barkporer. Meget gamle grene får lysebrun, opsprækkende bark. Knopperne er spredte, smalle og helt dækket af sølvhvide hår. Bladene er trekoblede med elliptiske, helrandede småblade. Oversiden er mørkegrøn og skinnende, mens undersiden er lysegrøn. Høstfarven er (kortvarigt) gul. 
Blomsterne sidder mange sammen i lange, hængende klaser. De er bygget som ærteblomster og rent gule. Frugterne er bælge, som skifter farve fra mørkegrøn over brun til sort. Frøene en små "ærter", som modner godt og spirer villigt. Hos denne krydsning er der dog ikke mange fyldte bælge, men rodskud fra grundstammen har normal frøsætning.
Rodnettet består af nogle få, svære hovedrødder, som når dybt ned. De er kun svagt forgrenede, men på siderødderne findes der knolde med bakterier, som omsætter luftens kvælstof til biologisk nyttige forbindelser. 
Højde x bredde og årlig tilvækst: 5 × 3 m (20 × 15 cm/år).

## Hjemsted
Forældrearterne til denne krydsning vokser begge i Alperne. Her optræder de som underskov og skovbryn på kalkrig bund i blandede skove med Alm. Ædelgran, Cembra-Fyr og Europæisk Lærk.
| Portal | Portal:Botanik |